# Носачки
Носачки (Libytheinae) — підродина метеликів родини сонцевики. Відомо 17 видів, в Європі й Україні представлений єдиний вид — носачка звичайна (Libythea celtis).

## Опис
Метелики середніх розмірів. Відрізняються великими губними полапками, які за розмірами майже дорівнюють довжині грудей та надають голові метелика "носатий" вигляд. Також мають характерні випинання на зовнішньому краю переднього крила та костальному краю заднього крила. Очі голі, антени булавоподібні, коротші за половину костального краю переднього крила. На відміну від інших сонцевиків передні ноги самиць не редуковані. У забарвленні переважають брунатні кольори.

## Поширення
Зустрічаються по всьому світу. У Палеарктиці один вид - носачка звичайна (Libythea celtis). Представники роду Libythea живуть у Старому світі, тоді як види роду Libytheana зустрічаються у Західній півкулі.

## Еволюція і систематика
Носачки мають добре вивчені палеонтологічні рештки. Спочатку їх виділяли в окрему родину, але пізніше за морфологічними і молекулярними даними включили як підродину до родини сонцевиків.  Підродину також довго вважали паралельною гілкою до всіх інших сонцевиків, проте прочитання мітохондріального геному носачок у 2013 році дозволило припустити її зближення з невеликою підродиною Calinaginae.

## Різноманіття
Відомо 17 видів, що відносяться до 2 родів:
- Libythea
- Libytheana